# 職業訓練指導員 (鉄鋼科)
職業訓練指導員 (鉄鋼科)（しょくぎょうくんれんしどういん てっこうか）は、職業訓練指導員免許のうちの1つ。厚生労働省管轄。

## 受験資格
職業訓練指導員免許の受験資格と試験免除を参照。金属溶解技能士の保有者など。

## 試験科目

### 学科試験
1. 指導方法（職業訓練原理、教科指導法、訓練生の心理、生活指導及び職業訓練関係法規）
2. 関連学科
  1. 系基礎学科
    1. 材料（金属材料、熱処理）
    2. 測定法（測定機器、測定法）
    3. 炉（炉、炉材、熱管理）
    4. 安全衛生（安全管理、衛生管理）

  2. 専攻学科
    1. 製造法（製銑法、製鋼法、造塊法、焼結法）
    2. 圧延伸張法（圧延伸張法、圧延伸張機械、加熱法）
    3. 材料試験法（試験機器、破壊検査、非破壊検査、成分分析）

### 実技試験
1. 鉄鋼製造設備運転操作
2. 圧延伸張